# Téléphérique de Saint-Marin
Le téléphérique de Saint-Marin, en italien funivia di San Marino, est un téléphérique situé dans la République de Saint-Marin, dans la péninsule italienne, et reliant les villes de Borgo Maggiore, au pied du mont Titano, et de Saint-Marin, à son sommet.